# Imokava Mukuzó genkanban no maki
Az Imokava Mukuzó genkanban no maki (芋川椋三玄関番の巻 vagy 芋川椋三玄関番之巻; Hepburn: Imokawa Mukuzō genkanban no maki) elveszett film, amely a legelső kereskedelmi céllal készült japán animációs film. Egy ideig a valaha készült legrégebbi japán animációs filmnek vélték. A filmet Simokava Óten készítette 1917 első felében. A filmet megelőzte Simokava korai munkája, a Dekobó singacsó – Meian no sippai (凸坊新画帳・名案の失敗; Hepburn: Dekobō shingachō – Meian no shippai) és egy másik, ismeretlen kilétű és című műve 1917 januárjából.

## Forgatás
1916-ban a Tenkacu filmstúdió felkérte Simokava Óten mangakát és vele együtt kísérletezett az animáció elkészítésében. Simokava papír helyett fekete táblára rajzolt krétával, amit szükség szerint újrarajzolt, hogy animációs effektet készítsen. A film 1917 áprilisában kerülhetett bemutatásra a japán mozikban. Imokava Mukuzó egy mangaszereplő volt Simokava mangájában.

## Fordítás
- Ez a szócikk részben vagy egészben  az   Imokawa Mukuzo Genkanban no Maki című angol Wikipédia-szócikk ezen változatának fordításán alapul.  Az eredeti cikk szerkesztőit annak laptörténete sorolja fel. Ez a jelzés csupán a megfogalmazás eredetét és a szerzői jogokat jelzi, nem szolgál a cikkben szereplő információk forrásmegjelöléseként.